# Slobozia-Chișcăreni, Sîngerei
Slobozia-Chișcăreni este un sat din cadrul comunei Chișcăreni din raionul Sîngerei, Republica Moldova.